# زبان اشاره موزامبیکی
زبان اشاره موزامبیکی زبان اشاره‌ای است که توسط ناشنوایان و کم شنوایان در موزامبیک استفاده می‌شود.